# VM i fodbold 1954
Verdensmesterskabet i fodbold 1954 var den femte slutrunde om VM i fodbold. Den blev afholdt i Schweiz i perioden 16. juni – 4. juli 1954. Schweiz blev tildelt værtsskabet på FIFA's konference i 1946 (den samme konference som tildelte Brasilien værtsskabet for VM 1950), da det blev anset for passende at afholde VM i det land, hvor FIFA havde hjemme, i anledning af forbundets 50 års jubilæum.
Ungarn var store forhåndsfavoritter med stjerner som Ferenc Puskás, Sandor Kocsis, Jozsef Bozsik og Nandor Hidegkuti. Holdet havde ikke tabt de seneste fire år (i 31 kampe var det blevet til 27 sejre og 4 uafgjorte) og var olympiske mestre fra OL i Helsinki 1952. Derudover havde de netop slået England to gange, først 6-3 på Wembley Stadium i London, og dernæst 7-1 på hjemmebane i Budapest.
Turneringen blev imidlertid vundet af Vesttyskland, der overraskende slog Ungarn 3-2 i finalen, efter at de havde tabt 8-3 til ungarerne i den indledende runde. Det var Vesttysklands første VM-titel.
Turneringen blev en af de mest underholdende VM-slutrunder og den mest målrige nogensinde med et gennemsnit på 5,38 mål pr. kamp. Og for første gang var der tv-dækning på VM. Endvidere blev særlige mønter udstedt i forbindelse med mesterskabet.

## Turneringens forløb
16 hold havde kvalificeret sig til slutrunden, og de var i den indledende runde inddelt i 4 grupper á 4 hold. Man anvendte man et nyt seedningssystem, hvilket betød at de to bedste hold i hver gruppe (i henhold til FIFA's rangering) ikke skulle spille mod hinanden. De to bedste hold fra hver gruppe gik videre til kvartfinalerne, og meget usædvanligt var det, at der blev spillet forlænget spilletid efter uafgjorte kampe i gruppespillet. Hvis nr. 2 og 3 i en gruppe havde lige mange point, blev rangeringen ikke afgjort ved målforskel eller indbyrdes opgør som i dag, men ved at spille omkamp mellem de pågældende hold. Som følge af denne regel måtte Schweiz i omkamp mod Italien, som de slog 4-1, mens Vesttyskland også først gik videre efter omkamp mod Tyrkiet (7-2).
I kvartfinalerne slog favoritterne fra Ungarn Brasilien 4-2 i en af de hårdest spillede kampe i fodboldhistorien, som senere blev kendt som Slaget om Bern. De forsvarende mestre Uruguay sendte England ud af turneringen med de samme cifre, 4-2. Vesttyskland besejrede Jugoslavien 2-0, og endelig vandt Østrig over værtsnationen i en kamp, der blev den mest målrige nogensinde i VM – den endte 7-5 efter at Østrig undervejs havde været bagud 0-3.
I den ene semifinale vandt Vesttyskland suverænt 6-1 over Østrig. Den anden blev til gengæld den mest spændende kamp ved mesterskabet. Ungarn førte ved pausen 1-0 over Uruguay, men kampen endte 2-2, og der måtte forlænget spilletid til. Afgørelsen faldt ved to sene mål af Sandor Kocsis, der sikrede Ungarn pladsen i finalen på bekostning af Uruguay, der aldrig tidligere havde tabt en kamp ved en VM-slutrunde. Til gengæld indkasserede sydamerikanerne deres andet nederlag allerede tre dage senere, da de tabte bronzekampen til Østrig.
Finalen mellem Vesttyskland og Ungarn blev spillet på Wankdorf Stadion i Bern foran 60.000 tilskuere, og det var en gentagelse af gruppekampen fra den indledende runde, som Ungarn havde vundet 8-3. I finalen spillede den legendariske ungarer Ferenc Puskás, selvom han ikke var i god form. Alligevel bragte han sit hold foran efter kun 6 minutters spil, og da Zoltan Czibor øgede til 2-0 to minutter senere virkede det næsten allerede afgjort, at forhåndsfavoritterne fra Ungarn ville tage titlen.
Men to tyske mål før pausen fra henholdsvis Max Morlock og Helmut Rahn vendte udviklingen.
I anden halvleg havde Ungarn nogle fæle afbrændere, bl.a. et skud på stolpen, og i stedet scorede Rahn endnu et mål for vesttyskerne, da han udnyttede at den ungarske målmand Gyula Grosics gled på det våde græs på vej ud efter bolden. Ungarn fik endda et mål af Puskás annulleret med kun to minutter tilbage af kampen. De utilfredse ungarere blev viftet væk af dommeren, der med sit sidste fløjt gjorde Vesttyskland til verdensmestre og nye indehavere af Jules Rimet-pokalen. Da Rahn scorede sit andet mål (og Vesttysklands tredje) kaldte den populære tyske radiokommentator Herbert Zimmermann – i en af de mest kendte kommentarer – vendingen i kampen for "Das Wunder von Bern" (på dansk: "Miraklet i Bern"). I Tyskland er triumfen i dag derfor kendt som Miraklet i Bern, og i 2004 blev der lavet en film om denne begivenhed, netop med titlen Das Wunder von Bern.
Ungareren Sandor Kocsis blev topscorer ved VM med 11 mål, og det var ny rekord for en VM-topscorer. Den tidligere rekord lød på 8 mål.

## Stadioner
Seks byer afholdte turneringen:
| Basel                                       | Bern                          | Genève             |
| ------------------------------------------- | ----------------------------- | ------------------ |
| St. Jakob Stadium                           | Wankdorf Stadium (opgraderet) | Charmilles Stadium |
| Kapacitetdd: 51.500                         | Kapacitet: 64.000             | Kapacitet: 9.250   |
|                                             |                               |                    |
| Lausanne                                    | Lugano                        | Zürich             |
| Stade Olympique de la Pontaise (opgraderet) | Cornaredo Stadium             | Hardturm Stadium   |
| Kapacitet: 54.000                           | Kapacitet: 15.000             | Kapacitet: 27.500  |
|                                             |                               |                    |

## Resultater

### Kvalifikation
- Se Kvalifikation til VM i fodbold 1954

### Indledende runde
| Gruppe 1                                         |                         |          |          |
| Jugoslavien - Frankrig                           | Jugoslavien - Frankrig  | 1-0      | 1-0      |
| Brasilien - Mexico                               | Brasilien - Mexico      | 5-0      | 5-0      |
| Brasilien - Jugoslavien                          | Brasilien - Jugoslavien | 1-1 efs. | 1-1 efs. |
| Frankrig - Mexico                                | Frankrig - Mexico       | 3-2      | 3-2      |
|                                                  | Kampe                   | Mål      | Point    |
| Jugoslavien*                                     | 2                       | 2-1      | 3        |
| Brasilien                                        | 2                       | 6-1      | 3        |
| Frankrig                                         | 2                       | 3-3      | 2        |
| Mexico                                           | 2                       | 2-8      | 0        |
| *Jugoslavien blev gruppevinder efter lodtrækning |                         |          |          |

| Gruppe 2                                        |                        |                        |       |
| Vesttyskland - Tyrkiet                          | Vesttyskland - Tyrkiet | Vesttyskland - Tyrkiet | 4-1   |
| Ungarn - Sydkorea                               | Ungarn - Sydkorea      | Ungarn - Sydkorea      | 9-0   |
| Ungarn - Vesttyskland                           | Ungarn - Vesttyskland  | Ungarn - Vesttyskland  | 8-3   |
| Tyrkiet - Sydkorea                              | Tyrkiet - Sydkorea     | Tyrkiet - Sydkorea     | 7-0   |
|                                                 | Kampe                  | Mål                    | Point |
| Ungarn                                          | 2                      | 17-3                   | 4     |
| Vesttyskland*                                   | 2                      | 7-9                    | 2     |
| Tyrkiet                                         | 2                      | 8-4                    | 2     |
| Sydkorea                                        | 2                      | 0-16                   | 0     |
| *Vesttyskland blev toer i gruppen efter omkamp: |                        |                        |       |
| Vesttyskland - Tyrkiet                          | Vesttyskland - Tyrkiet | Vesttyskland - Tyrkiet | 7-2   |

| Gruppe 3                                    |                           |                           |       |
| Uruguay - Tjekkoslovakiet                   | Uruguay - Tjekkoslovakiet | Uruguay - Tjekkoslovakiet | 2-0   |
| Østrig - Skotland                           | Østrig - Skotland         | Østrig - Skotland         | 1-0   |
| Uruguay - Skotland                          | Uruguay - Skotland        | Uruguay - Skotland        | 7-0   |
| Østrig - Tjekkoslovakiet                    | Østrig - Tjekkoslovakiet  | Østrig - Tjekkoslovakiet  | 5-0   |
|                                             | Kampe                     | Mål                       | Point |
| Østrig*                                     | 2                         | 6-0                       | 4     |
| Uruguay                                     | 2                         | 9-0                       | 4     |
| Tjekkoslovakiet                             | 2                         | 0-7                       | 0     |
| Skotland                                    | 2                         | 0-8                       | 0     |
| *Østrig blev gruppevinder efter lodtrækning |                           |                           |       |

| Gruppe 4                                   |                   |                   |          |
| Schweiz - Italien                          | Schweiz - Italien | 2-1               | 2-1      |
| England - Belgien                          | England - Belgien | 4-4 efs.          | 4-4 efs. |
| Italien - Belgien                          | Italien - Belgien | 4-1               | 4-1      |
| England - Schweiz                          | England - Schweiz | 2-0               | 2-0      |
|                                            | Kampe             | Mål               | Point    |
| England                                    | 2                 | 6-3               | 3        |
| Schweiz*                                   | 2                 | 6-3               | 2        |
| Italien                                    | 2                 | 3-7               | 2        |
| Belgien                                    | 2                 | 6-3               | 1        |
| *Schweiz blev toer i gruppen efter omkamp: |                   |                   |          |
| Schweiz - Italien                          | Schweiz - Italien | Schweiz - Italien | 4-1      |

### Kvartfinaler
- Østrig – Schweiz 7-5 (Stade de la Pontaise, Lausanne – 35.000 tilskuere)

0-1 Robert Ballaman (16.), 0-2, 0-3 Josef Hügi (17., 23.), 1-3 Robert Körner (25.), 2-3 Theodor Wagner (27.), 3-3 Ernst Ocwirk (32.), 4-3 Robert Körner (34.), 5-3 Theodor Wagner (52.), 5-4 Josef Hügi (58.), 6-4 Theodor Wagner (60.), 7-4 Erich Probst (76.), 7-5 Robert Ballaman (84.)
- Uruguay – England 4-2 (Skt. Jakob Stadion, Basel – 35.000 tilskuere)

1-0 Carlos Borges (5.), 1-1 Nathaniel Lofthouse (16.), 2-1 Obdulio Varela (39.), 3-1 Juan Schiaffino (46.), 3-2 Thomas Finney (67.), 4-2 Javier Ambrois (78.)
- Ungarn – Brasilien 4-2 (Wankdorf Stadion, Bern – 60.000 tilskuere)

1-0 Nandor Hidegkuti (4.), 2-0 Sandor Kocsis (7.), 2-1 Djalma Santos (18. str.), 3-1 Mihaly Lantos (60. str.), 3-2 Julinho (65.), 4-2 Sandor Kocsis (88.)
- Vesttyskland – Jugoslavien 2-0 (Stade des Charmilles, Genève – 20.000 tilskuere)

1-0 Ivan Horvath (selvmål, 9.), 2-0 Helmut Rahn (85.)

### Semifinaler
- Ungarn – Uruguay 4-2 efs. (Stade de la Pontaise, Lausanne – 37.000 tilskuere)

1-0 Zoltan Czibor (13.), 2-0 Nandor Hidegkuti (46.), 2-1, 2-2 Juan Holberg (75., 86.), 3-2, 4-2 Sandor Kocsis (111., 116.)
- Vesttyskland – Østrig 6-1 (Skt. Jakob Stadion, Bern – 58.000 tilskuere)

1-0, 2-0 Max Morlock (31., 47.), 2-1 Erich Probst (51.), 3-1 Fritz Walter (54. str.), 4-1 Max Morlock (61.), 5-1 Fritz Walter (64. str.), 6-1 Otmar Walter (89.)

### Bronzekamp
- Østrig – Uruguay 3-1 (Hardturm Stadion, Zürich – 35.000 tilskuere)

1-0 Ernst Stojaspal (16. str.), 1-1 Juan Holberg (22.), 2-1 Luis Cruz (selvmål, 59.), 3-1 Ernst Ocwirk (89.)

### Finale
- Vesttyskland – Ungarn 3-2 (Wankdorf Stadion, Bern – 60.000 tilskuere)

0-1 Ferenc Puskas (6.), 0-2 Zoltan Czibor (8.), 1-2 Max Morlock (10.), 2-2, 3-2 Helmut Rahn (18., 84.)
Dommer: William Ling (England)

## Målscorer
11 mål
- Sándor Kocsis

6 mål
- Erich Probst
- Max Morlock
- Josef Hügi

4 mål
| - Helmut Rahn - Hans Schäfer - Ottmar Walter | - Nándor Hidegkuti - Ferenc Puskás - Robert Ballaman | - Carlos Borges |

3 mål
| - Ernst Stojaspal - Theodor Wagner - Léopold Anoul - Nat Lofthouse | - Fritz Walter - Zoltán Czibor - Burhan Sargun | - Suat Mamat - Juan Hohberg - Óscar Míguez |

2 mål
| - Robert Körner - Ernst Ocwirk - Didi - Julinho | - Pinga - Ivor Broadis - Mihály Lantos - Péter Palotás | - Lefter Küçükandonyadis - Julio Abbadie - Juan Alberto Schiaffino |

1 mål
| - Henri Coppens - Baltazar - Djalma Santos - Tom Finney - Jimmy Mullen - Dennis Wilshaw - Raymond Kopa - Jean Vincent - Richard Herrmann | - Bernhard Klodt - Alfred Pfaff - József Tóth - Giampiero Boniperti - Amleto Frignani - Carlo Galli - Benito Lorenzi - Fulvio Nesti - Egisto Pandolfini | - Tomás Balcázar - José Luis Lamadrid - Jacques Fatton - Mustafa Ertan - Erol Keskin - Javier Ambrois - Obdulio Varela - Miloš Milutinović - Branko Zebec |

Selvmål
- Jimmy Dickinson (for Belgien)
- Raúl Cárdenas (for Frankrig)
- Luis Cruz (for Østrig)
- Ivica Horvat (for Tyskland)